# Backlog
Backlog refere-se a um log (resumo histórico) de acumulação de trabalho num determinado intervalo de tempo. É uma espécie de estoque de folhas de requisições/encomendas relativas a produtos ainda não produzidos. Grosso modo, é uma "pilha de pedidos" em espera. 
Também pode referir-se a uma medida de tempo (dias, horas etc.) que representa o período em que uma determinada força de trabalho (equipe) pode finalizar uma determinada carteira acumulada de serviços. Esta medida de tempo sinaliza a necessidade de aumentar ou diminuir o tamanho dessa equipe.